# Methona megisto
Espèce
Methona megisto est une espèce d'insectes lépidoptères (papillons) de la famille des Nymphalidae, de la sous-famille des Danainae et du genre Methona..

## Dénomination
Methona megisto a été décrit par Cajetan Freiherr von Felder et Rudolf Felder en 1860.
Synonyme : Thyridia mystica Zikán, 1931.

### Nom vernaculaire
Methona  megisto se nomme Megisto Amberwing en anglais.

## Description
Methona megisto est un papillon d'une envergure d'environ 75 mm à 95 mm, aux ailes transparentes à veines noires, bordure et séparations noires. Les ailes antérieures à bord interne concave sont beaucoup plus longues que les ailes postérieures qui ont un apex angulaire.

## Biologie

### Plantes hôtes
Les plantes hôtes de sa chenille sont des Brunfelsia.

## Écologie et distribution
Methona megisto est présent au Brésil, au Surinam, en Guyana et en Guyane.

### Protection
Pas de statut de protection particulier.